# ナイフ・アル＝ハドラミ
ナイフ・アル＝ハドラミ（Naif Al-Hadhrami, 2001年7月18日 - ）は、カタール・ライヤーン出身のサッカー選手。ポジションはMF。アル・ラーヤンSC所属。

## 経歴
本職はウイング。2020-21シーズンよりアル・ラーヤンSCのトップチームに本格的に参加する。プレシーズンでの起用は少なかったものの、第4節のアル・ワクラSC戦で初出場を果たす。その後は出場機会が増え、AFCアジアチャンピオンズリーグでは2021年4月14日のFCゴア戦で起用された。

### 代表
2022年3月のスロベニア代表との親善試合でA代表デビュー。
2022 FIFAワールドカップの本大会メンバーにも選出された。

## 代表歴

### 出場大会
- カタール代表
  - 2022 FIFAワールドカップ

### 試合数
- 国際Aマッチ 3試合 0得点（2022年-）[6]

| カタール代表 | 国際Aマッチ | 国際Aマッチ |
| 年           | 出場        | 得点        |
| ------------ | ----------- | ----------- |
| 2022         | 1           | 0           |
| 2023         | 0           | 0           |
| 2024         | 2           | 0           |
| 通算         | 3           | 0           |